# CrossOver
CrossOver (các phiên bản trước 6.0 được biết đến như là CrossOver Office) là tên gọi chung cho các chương trình thương mại và tư hữu phát triển bởi CodeWeavers cho phép nhiều ứng dụng Windows chạy trên Linux, Mac OS X và Solaris sử dụng lớp tương thích. Các chương trình bao gồm CrossOver Mac, CrossOver Linux, và CrossOver Games.
Các chương trình đã được tinh chỉnh, sửa đổi thành phiên bản tư hữu từ phần mềm gốc là Wine với rất nhiều các bản vá tương thích, cấu hình thân thiện với các công cụ và hỗ trợ thương mại. Các nhân viên của CodeWeavers là một vài nhà phát triển WIne và đóng góp cho dự án Wine theo GNU, mặc dù chính CrossOver là phần mềm tư hữu.

## Các hệ điều hành được hỗ trợ

### CrossOver Mac
Vào tháng 6 năm 2005, CodeWeavers thông báo phiên bản CrossOver Office cho máy Apple chạy Mac OS X gọi là CrossOver Mac sẽ hỗ trợ các ứng dụng Windows chạy trên máy Mac dùng nền tảng của Intel. Lưu trữ 2008-06-09 tại Wayback Machine Phiên bản beta thứ hai của CrossOver Mac được tải về miễn phí vào 28 tháng 9 năm 2006, và phiên bản thứ ba vào 15 tháng 11 năm 2006. Một phiên bản dùng thử chờ ngày ra mắt cho phép dùng thử 60 ngày được phát hành vào 22 tháng 12 năm 2006. Phiên bản chính thức ra mắt vào 10 tháng 1 năm 2007.

### CrossOver Linux
Chương trình được tích hợp hoàn chỉnh vào GNOME và KDE nên các ứng dụng sẽ chạy mượt mà trong môi trường Linux.
CrossOver Linux có hai phiên bản - Standard và Professional. CrossOver Linux Professional có khả năng phát triển và chức năng quản lý cho người dùng doanh nghiệp. Bản Standard cho phép một người dùng được sử dụng trên máy đơn. Bản Professional cho phép nhiều người sử dụng.

### CrossOver Server
CrossOver Server cho phép các ứng dụng Windows chạy trong môi trường máy khách của Linux và Solaris. CrossOver Server ngừng phát triển vào năm 2007 và rất nhiều chức năng của nó đã có trong CrossOver Linux Professional.

### CrossOver Games
CrossOver Games, được thông báo vào 10 tháng 3 2008, là một sản phẩm mới cho phép người dùng chơi một số lượng lớn các trò chơi, "đặc biệt là các trò chơi có tính chơi lặp lại như World of Warcraft và các trò chơi của Valve (v.d. Team Fortress 2, Counter-Strike: Source, và hơn nữa)". Điểm khác biệt với CrossOver bình thường là CrossOver Games sẽ có chu kỳ ra mắt ngắn hơn để cập nhật công việc mới nhất của Wine nhanh hơn với CrossOver thông thường, với đích đến là tính khả dụng và tương thích.

## Các phần mềm Windows được hỗ trợ tích cực
- Sản phẩm
  - Microsoft Office 2003, XP, 2000 và 97
  - Microsoft Project
  - Microsoft Internet Explorer 6
  - Adobe Dreamweaver MX, Adobe Flash MX, Adobe Photoshop 7
  - Lotus Notes
  - Quicken
  - dBpowerAMP Music Converter
  - Zune Software
  - Nhiều tiện ích gắn thêm cho trình duyệt web như QuickTime và Windows Media Player
- Trò chơi
  - Counter-Strike
  - Half-Life 2
  - Prey
  - World of Warcraft
  - EVE Online
  - Call of Duty 2
  - Team Fortress 2
  - Phần lớn các trò chơi của Valve qua hệ thống Steam
- Khác
  - iTunes 4.9.0
  - Quicktime 7

Một danh sách đầy đủ có trên trang web của CodeWeavers.
CodeWeavers thiết kế một thanh đo dành cho những ai muốn tặng tiền hướng đến các ứng dụng để ủng hộ đội ngũ phát triển để họ chú ý hơn và làm nó tương thích hoàn toàn.

## Dẫn chứng
1. ↑  “Change Log For CrossOver”. CodeWeavers. Truy cập ngày 17 tháng 8 năm 2023.
2. ↑  “CodeWeavers Blogs”. Truy cập 14 tháng 10 năm 2015.
3. ↑  “"CrossOver Games" is coming!!!”. Truy cập 14 tháng 10 năm 2015.